# Drino lugens
Drino lugens là một loài ruồi trong họ Tachinidae.